# یوکاری کورت‌اوغلو (اردهان)
یوکاری کورت‌اوغلو (به ترکی استانبولی: Yukarıkurtoğlu) یک منطقهٔ مسکونی در ترکیه است که در اردهان واقع شده‌است.